# Психолошки трилер
Психолошки трилер жанр је који спаја трилер и психолошку фикцију. Обично се користи за описивање књижевности или филмова који се баве психолошким нарацијама у трилеру или трилерском окружењу.
У контексту и конвенцији, поджанр је шире наративне структуре трилера, са сличностима са готиком и детективском фикцијом у смислу да понекад има „растварајући осећај стварности”. Често се прича кроз гледиште психолошки наглашених ликова, откривајући њихову искривљену менталну перцепцију и фокусирајући се на сложене и често мучене односе између опсесивних и патолошких ликова. Психолошки трилери често укључују елементе мистерије, драме, акције и параноје. Жанр је блиско повезан и понекад се преклапа са психолошким хорор жанром, при чему овај други генерално укључује више хорор и терор елемената и тема и више узнемирујућих или застрашујућих сценарија.